# Cap Saint-Paul
Le cap Saint-Paul est un cap situé à l'est du Ghana. Il marque la limite entre la Côte de l'Or à l'ouest, et la Côte des esclaves à l'est.

## Le phare
Le phare du cap Saint-Paul, au Ghana, a été construit en 1901, non loin du village côtier de Woe.
Il comporte une embase en treillis pyramidale dont le tiers supérieur, fermé par un bardage, abrite la lanterne et le local d'exploitation.